# Edmund Muskie
Edmund Sixtus „Ed” Muskie (ur. 28 marca 1914 w Rumford, Maine, zm. 26 marca 1996 w Waszyngtonie) – amerykański polityk polskiego pochodzenia, działacz Partii Demokratycznej. Pełnił funkcję gubernatora i senatora ze stanu Maine oraz sekretarza stanu (szefa dyplomacji) USA. Był także kandydatem swej partii na wiceprezydenta w wyborach 1968.

## Życiorys
Muskie przyszedł na świat w miejscowości Rumford w stanie Maine, jako Edmund Marciszewski, syn imigrantów z Polski. Muskie ukończył Baste College w 1936 roku i studia prawnicze na Uniwersytecie Cornell w 1939. W czasie II wojny światowej służył w marynarce wojennej.
Po wojnie wstąpił do Partii Demokratycznej w Maine. W owym czasie Maine było tradycyjnie republikańskim stanem. Podczas wyborów 1936 było ono jednym z dwóch (obok Vermont) stanów Ameryki, w których wygrał kandydat tej partii Alf Landon.

### Gubernator i senator
Muskie zasiadał w owym czasie w stanowej Izbie Reprezentantów. W roku 1954 został wybrany gubernatorem, na którym to stanowisku pozostawał do 1958, kiedy został wybrany senatorem. Ponownie wybierano go w latach 1964, 1970 i 1976, w którym to roku zrezygnował na rzecz funkcji sekretarza stanu.
Muskie był jednym z najbardziej wpływowych senatorów przez większość tych lat.

### Kandydat na wiceprezydenta i prezydenta
W roku 1968 nominację demokratów jako kandydat na prezydenta uzyskał wiceprezydent Hubert Humphrey. Zaproponował on senatorowi Muskie’emu start jako swemu wiceprezydenckiemu partnerowi. Edmund ofertę przyjął. Jednakże demokraci z powodu niezadowolenia na tle toczącej się Wojny w Wietnamie i buntu gubernatora Alabamy George’a Wallace’a, który kandydował spoza listy, przegrali wybory.
W roku 1972 był faworytem, obok senatora Teda Kennedy’ego, do uzyskania nominacji prezydenckiej. Nominacji wówczas nie uzyskał. Jedną z przyczyn jego porażki było to, że podczas jednego w wieców, kiedy zapytano go o plotki szkalujące jego żonę Jane, bardzo się zdenerwował i uronił łezkę. Cały kraj obiegły wówczas jego zdjęcia z komentarzem, że senator nie ma odporności psychicznej potrzebnej prezydentowi.

### Sekretarz Stanu USA
Po rezygnacji Cyrusa Vance’a z zajmowanego stanowiska szefa amerykańskiej dyplomacji, prezydent Jimmy Carter mianował senatora Muskie’ego jego następcą. Muskie piastował urząd piątej (zgodnie z konstytucyjną linią sukcesji prezydenckiej) osoby w państwie od 7 maja 1980 do 20 stycznia 1981 roku. Był pierwszym Amerykaninem polskiego pochodzenia, który pełnił tak wysoką funkcję w administracji (przypomnijmy, że John Austin Gronouski pełnił urząd pocztmistrza generalnego w gabinecie prezydenta Kennedy’ego).

### Po zakończeniu kariery politycznej
Po odejściu z urzędu Muskie został jednym z przewodniczących organizacji, działającej na rzecz kontynuowania dobrych stosunków z ChRL.
Zmarł 26 marca 1996, dwa dni przed swoimi 82. urodzinami. Pochowany na Cmentarzu Narodowym w Arlingtonie.